# 聖者無雙～上班族的異世界生存之道～
《聖者無雙～上班族的異世界生存之道～》是日本作家Broccoli Lion（ブロッコリーライオン）創作的輕小說系列，2015年10月17日至2022年2月28日在成為小說家吧連載，2016年8月30日起發行實體書，sime擔綱插圖。
改編漫畫由2017年1月27日起開始在網上連載，由秋風緋色繪畫。
改編電視動畫於2023年7月至9月播映，網絡平台提早一星期播出。

## 角色列表
路西耶爾（聲：川島零士）
30歲時槍殺致死轉生到異世界。轉生後的年齡為15歲，職業是治癒士。在冒險者公會一邊接受教官布羅德的鍛鍊，一邊救助傷員，兩年後調任到聖都舒爾勒。忍耐力很強，只要不死，各種痛苦、傷病都可以忍耐。
柯魯兒（聲：佐佐木未來）
公會經營者之一。
莫妮卡（聲：石見舞菜香）
原聖舒爾勒教會梅拉特尼支部治癒士公會的接待小姐。遭黑心治癒士刺殺後得到路西耶爾的救助，並被他帶到冒險者公會保護，迷戀路西耶爾。在冒險者公會和娜娜艾拉成為了好朋友。
布羅德（聲：大塚明夫）
路西耶爾的師傅。冒險者公會梅拉特尼支部的教官，能力高強。以前曾是一名厲害的冒險者，後來引退。雖然沒有除了鍛鍊自己之外的興趣，但是在和路西耶爾相遇後找回了幹勁。
古爾格（聲：前野智昭）
冒險者公會梅拉特尼支部的食堂管理人，狼獸人。擅長做菜，興趣是在後院裡種菜。讓路西耶爾喝下極為難喝，卻擁有外掛級效果的「X物體」。
娜娜艾拉（聲：立花日菜）
冒險者公會梅拉特尼支部的三大美女接待員之一，兔人族。愛上了路西耶爾。擁有能夠看穿對他人本質的眼力，以此支援著公會教官布羅德。興趣是料理（毒）魔物的生態調查。
加爾巴（聲：小野大輔）
古爾格的哥哥。在冒險者公會梅拉特尼支部裡負責魔物解體工作，擅長收集情報及工作活動。過去曾被稱為神童而受矚目。
盧米娜（聲：衣川里佳）
治癒士教會本部新設立的女武神聖騎士隊的隊長。是把初到異世界的路西耶爾帶到治癒士公會的恩人。
美爾妮（聲：山根綺）
公會接待員。經常取笑路西耶爾。
米麗娜（聲：野口百合）
公會接待員。經常取笑路西耶爾。
女獸人（本名不明）（聲：岸本望）
藍頭髮、藍色衣服的冒險者貓獸人。
巴贊（聲：柳田淳一）
B級冒險者團隊「白狼的血脈」成員。
巴斯拉（聲：高橋伸也）
B級冒險者團隊「白狼的血脈」成員。
賽奇洛斯（聲：兼政郁人）
B級冒險者團隊「白狼的血脈」成員。
伯塔庫利（聲：宇垣秀成）
男性治療師，經營著梅拉托尼最大的治療診所。
格蘭仕（聲：菊池通武）
聖許路爾分支公會會長。
米爾提（聲：富田美憂）
聖許路爾分支公會副會長。
艾利茨（聲：野津山幸宏）

格蘭哈特（聲：寺杣昌紀）
聖許路爾教堂牧師。
嘉德麗雅（聲：日笠陽子）
聖許路爾教堂裡的小販。
喬德（聲：熊谷健太郎）
教堂內負責地牢的前任者。
教皇（聲：松井惠理子）
聖許路爾共和國的最高權力機構。
席拉（聲：阿部壽世）
一個來自貧民窟的女孩。以前因為一場意外而使聲帶受損。
聖龍（聲：黑田崇矢）
治癒士教會總部地下迷宮第50層的一條龍。

## 電視動畫
2022年10月7日，宣佈將獲改編為電視動畫。

### 主題曲
片頭曲
作詞、主唱：
作曲：，編曲：kaoruP
片尾曲
主唱：中島由貴
作詞：木村孝明（KEYTONE），作曲、編曲：遠藤信吾（Hifumi,inc.）

### 各話列表
| 話數 | 日文標題 | 中文標題                         | 劇本       | 分鏡     | 演出                                | 作畫監督 | 首播日期       |
| ---- | -------- | -------------------------------- | ---------- | -------- | ----------------------------------- | --- | -------------- |
| #1   |          | 治癒士公會                       | 大知慶一郎 | 玉川真人 | 玉川真人                            | 王國年 | 2023年 7月14日 |
| #2   |          | 冒險者公會                       | 大知慶一郎 | 内藤明吾 | 土門健一                            | 川久保美冴、橋本有加 | 7月21日        |
| #3   |          | 武術的才能                       | 大知慶一郎 | 玉川真人 | 北川正人                            | 下島誠、武藤信宏 芝田千沙、小井聖玲奈 | 7月28日        |
| #4   |          | X物體和細微的變化                | 長瀨貴弘   | 內藤明吾 | 鈴木真彥                            | Kwon Oh sik、Ju Hyeong jong Lim Keun soo | 8月4日         |
| #5   |          | 治癒院長伯塔庫利登場             | 長瀨貴弘   | 頂真司   | 曾根利幸                            | 川久保美冴、橋本有加 武藤信宏、服部益實、下島誠 Jang Hee kyu、Youn Hi young                                                                                   | 8月11日        |
| #6   |          | 踏上旅程                         | 大知慶一郎 | 安部元宏 | 安部元宏                            | HWANG YOU-SEON KIM JEONG-RIM PAEK YEON-JU SUNHAN、AR-CREATIVE                                                                                                 | 8月18日        |
| #7   |          | 聖都許路爾                       | 佐藤慎司   | 頂真司   | 土門健一                            | 芝田千沙、武藤信宏 橋本有加、下島誠 | 8月24日        |
| #8   |          | 頭目房間的威脅                   | 長瀬貴弘   | 頂真司   | 加藤顯                              | Kwon Oh sik、Lim Keun soo Lee Joo hyeun、Oh Eun soo Youn Hi young                                                                                             | 8月24日        |
| #9   |          | 與聖騎士隊一同訓練               | 大知慶一郎 | 頂真司   | 北川正人                            | 橋本有加、武藤信宏 能地清、若山政志 | 8月31日        |
| #10  |          | X物體的秘密                      | 佐藤慎司   | 頂真司   | 鈴木真彥                            | Kwon Oh sik、Ju Hyeong jong Lim Keun soo | 9月7日         |
| #11  |          | 聖都許路爾的異變                 | 大知慶一郎 | 安部元宏 | 川部真也 池上太郎 橋本有加 武藤信宏 | 池上太郎、橋本有加 下島誠、武藤信宏 佐藤天昭、川久保美冴 後藤翔哉、Lee Min-gu 平田瑛一、Lee Min-gu KIN HEE-GANG、LEE MIN-BAE TangJunYue、WeiLiJuan LiXianYuan | 9月14日        |
| #12  |          | S級治癒士兼 退魔士路西耶爾的宣言 | 大知慶一郎 | 玉川真人 | 玉川真人                            | 芝田千沙、小井聖玲奈 橋本有里、今橋明日菜 能地清、MARUANIMATION                                                                                               | 9月21日        |

### 播映平台
| 播映國家、地區 | 播映平台              | 播映日期              | 播映時間              | 備註  |
| -------------- | --------------------- | --------------------- | --------------------- | ----- |
| 臺灣           | 巴哈姆特動畫瘋        | 2023年7月7日－9月21日 | 星期五 01:30（UTC+8） |       |
| 臺灣           | 中華電信MOD           | 2023年7月7日－9月21日 | 星期五 01:30（UTC+8） |       |
| 臺灣           | Hami Video            | 2023年7月7日－9月21日 | 星期五 01:30（UTC+8） |       |
| 臺灣           | MyVideo               | 2023年7月7日－9月21日 | 星期五 01:30（UTC+8） |       |
| 臺灣           | Yahoo TV              | 2023年7月7日－9月21日 | 星期五 01:30（UTC+8） |       |
| 臺灣           | friDay影音            | 2023年7月7日－9月21日 | 星期五 01:30（UTC+8） |       |
| 香港、澳門     | 木棉花香港YouTube頻道 | 2023年7月7日－9月21日 | 星期五 01:30（UTC+8） | [ 5 ] |

## 外部連結
- 成為小說家吧官方網站（日語）
- GC Novels官方網站（日語）
- 電視動畫官方網站（日語）